# جون كارل كريستيان بيترسن
جون كارل كريستيان بيترسن (بالدنماركية: Carl Petersen)‏ هو مستكشف دنماركي، ولد في 28 يونيو 1813 في كوبنهاغن في الدنمارك، وتوفي في 24 يونيو 1880.